# 곽태
곽태(郭泰 혹은 郭太, 128년 ~ 169년)는 중국 후한 말의 학자이자 사상가로, 자는 임종(林宗)이며 태원군 계휴현(界休縣) 사람이다. 팔고(八顧) 중 한사람.
그는 높은 학문과 덕으로 많은 사람들에게 추앙을 받았으며 이응과도 친했다고 한다. 그는 환제 때 조정에서 불렀음에도 거절하고 정치에 나서지 않았으며 교육에 전념했다고 한다.
| 후한팔고 | 곽태 · 종자 · 파숙 · 하복 · 범방 · 윤훈 · 채연 · 양척 |